# Cyathea peladensis
Cyathea peladensis là một loài thực vật có mạch trong họ Cyatheaceae. Loài này được (Hieron.) Domin mô tả khoa học đầu tiên năm 1929.